# Обезьяна и сущность
«Обезья́на и су́щность» (англ. Ape and Essence) — роман Олдоса Хаксли, сатирическая постапокалиптическая антиутопия. Впервые опубликован в 1948 году в издательстве Chatto and Windus в Великобритании, и Harper & Brothers в США. «О дивный новый мир» и этот роман стали самыми известными работами автора. На русском языке впервые опубликован издательством «Прогресс» в 1990 году, в рамках серии «Утопия и антиутопия XX века».

## Происхождение названия
Названием послужили слова Изабеллы из второй сцены 2 акта комедии Уильяма Шекспира «Мера за меру»:

«Но человек — гордец с недолгой и непрочной властью,

не знает и того, в чём убежден.

Безлика его сущность перед небом,

она так корчит рожи обезьяньи,

что ангелы рыдают»

(перевод И. Русецкого)

## Символическое значение
«В тот день был убит Ганди, однако на холме Кэлвери гуляющих гораздо больше занимало содержимое корзин со съестным…». Уже в первой фразе оригинальным мастерским ходом отмечен пафос произведения. Убийство Ганди — как символ кризиса цивилизации, ввергнутой после хаоса войны в атмосферу бездуховности и цинизма, потребления и усредненности. Обыватели же не замечают ровным счетом ничего, продолжают проживать свою безликую жизнь. Антиутопический характер романа фиксируется сразу — утопические, рационально-логические формалистские проекты, заданные всей парадигмой европейского мышления вырождаются в тоталитаризм и тиранию. При этом упоминается Платон — как по сути центровая фигура, задающая европейскую традицию миропонимания, как создатель умозрительной интеллигибельной онтологии и её социального выражения в произведении «Государство», первой утопии, которая породила проективное, организационное отношение к социуму, критикуемое Хаксли, которое привело к фашизму и другим проблемам современной цивилизации.

## Сюжет
Два друга находят отвергнутый кинокомпанией сценарий некоего Уильяма Тэллиса «Обезьяна и сущность», заинтересовываются произведением и автором. Вскоре они узнают ничем не примечательную биографию автора и то, что совсем недавно он скончался. Далее в романе приведен текст этого сценария.

### Сценарий
Сценарий описывает будущий фильм, построенный на сменах определенных кадров и голосом рассказчика за кадром, цитирующего различные стихи (как классических и современных авторов, так и самого Хаксли). В первых кадрах — символическое выражение обезьяньей сущности — скрытого, глупого, деструктивного инстинкта человека, которому для удовлетворения чудовищных потребностей в руки дана вся мощь его человеческой философии, науки и техники. Символично общество обезьян, бабуинов, помыкающих светлейшими умами человечества — Эйнштейном, Фарадеем. Эти умы употребили свой гений во имя служения истине и познанию, а на деле они прислуживали обезьяньей сущности человека, дали ей в руки новые чудовищные средства самоуничтожения. Как это получилось? В книге Эйнштейн спрашивает: «Мы же никому не делали зла, жили только ради истины», а потому и попали в рабство бабуинов. Глубокий философский смысл вкладывает Хаксли в мысль Блеза Паскаля о том, что служение одной лишь истине без сострадания — это не Бог, это идол. Служение чистой истине, без осознания моральной ответственности, этического отношения к миру — смертоносный идол, готовый принести смерть человечеству.
Будущее. Человечество практически самоуничтожило себя войнами, искусственными эпидемиями, ядерными бомбардировками. В стороне от глобальной катастрофы осталась чудом уцелевшая Новая Зеландия, жители которой сохранили цивилизацию и культуру. Остальные же земли лежат в руинах, по ним шествуют толпы опустившихся, одичавших людей, формируются новые племена и общности. Экспедиция из Новой Зеландии вновь пытается открыть Америку, только с Запада. Корабль приплывает к берегам Калифорнии, на его борту — группа ученых, исследующая Америку после радиационного заражения, где они сталкиваются не только с новыми видами растений, почв и животных, но главное — с людьми, уцелевшими после катастрофы, которые пытаются выжить в новых условиях на руинах бывшей цивилизации, где они построили уже новое общество.

### Главный герой
Главный герой романа — доктор Альфред Пул, ученый-ботаник из Новой Зеландии, скромный, застенчивый, чистый ученый. Типичный «маменькин сынок», проживающий жизнь под крылом своей матери, не имеющий опыта отношений с женщинами, подавленный, замкнутый в себе, но все же неплохой, честный, понимающий, образованный человек. К нему неравнодушна сотрудница экспедиции мисс Хук, строгая женщина-ученый. Их связи благоволит и мать Пула, однако, сам Пул никакой тяги к ней не испытывает. Он отстает от всей экспедиции и попадает в плен к людям, живущим в это время в Америке…

### Устройство общины
Хаксли создает образ общества, сформировавшегося на руинах цивилизации. В большей степени — это антиутопический образ, столь любимый Хаксли. Однако здесь совсем не общество всеобщего благоденствия, как в «О дивном новом мире», это община людей, крох человечества, пострадавших от катастрофы, разуверившихся во многом, страдающих от болезней и радиационной мутации. У общины имеется светская власть, представленная вождем, и церковная. Особое значение имеет церковь. Люди в общине поклоняются Велиалу, то есть дьяволу, Повелителю Мух. Единственный смысл жизни человека — умилостивить Велиала, отодвинуть могилу, кинуть ему, как тигру кусок мяса, чтобы получить временную передышку. Во главе церкви стоит архинаместник.
Жители общины названы пролетариатом, и в общине царит якобы «демократия». Демократия здесь — это свобода пролетариата, свобода пролетариата — это свобода дьявола, свобода дьявола — свобода церкви. А значит, церковь решает все вопросы и пользуется безграничной тоталитарной властью в общине. Всякий, кто ей сопротивляется, объявляется противником пролетарской свободы. В общине запрещены любые половые сношения, женщины объявлены сосудом дьявола и ходят в фартуках и передникам с надписями «НЕТ», отвращающими мужчин от предосудительных поступков. Лишь раз в году на праздник, Велиалов день, объявляется полная сексуальная свобода и начинается массовая оргия в общине. Пролетариев, которых не устраивает такое положение вещей, которые пытаются жить нормальной половой жизнью, называют «бешеными» и объявляют вне закона. У них есть один шанс — бежать из общины и присоединяться к таинственным свободным племенам, также кочующим по разрушенной Америке. Но такой выход связан с риском быть убитым при побеге. Дети, рожденные после оргии, часто оказываются мутантами из-за радиации. Их торжественно уничтожают при всеобщинном сборе. Церковники, служители Велиала, кастрируются.
В общем, мы видим классическое маленькое тоталитарное общество со своим мифом и религией, жесткой структурой, выдуманными внутренними врагами («бешеными»), запретами на свободную половую жизнь (как и в «1984»), да и вообще на свободную жизнь. Такое общество видится Хаксли, как результат бездумного, чудовищного развития цивилизации, его закономерное завершение. Кризис всех ценностей, упадок культуры, утрата веры в прогресс и разум, а позже и ядерная катастрофа — вполне реальный, леденящий душу, футурологический прогноз.

### Концепция истории
Архинаместник общины рассказывает доктору Пулу оригинальную концепцию истории. Приводя в доказательство известные факты, он утверждает, что человечество было одержимо и управляемо дьяволом всю свою историю. Иначе невозможно объяснить почему оно выбирало для себя самые худшие, самые губительные, самые деструктивные линии поведения. Они, науськанные Велиалом, создали идеи национализма и прогресса. Первая породила бессмысленные войны, вторая же — как идея о том, что можно получить нечто, ничего не теряя — привела к экологической и ядерной катастрофе, дала человеку мощные оружия самоуничтожения. Гитлер и Рузвельт несомненно были одержимы дьяволом, судя по их политике и действиям. На все возражения доктора Пула, архинаместник отвечает одним аргументом — Дьявол желал деградации и смерти человечества, и оно пришло к такому концу. Значит, все происходило по замыслу Велиала.

### История любви Пула и Лулы
Скромный и стыдливый Пул встречается с Лулой, простой девушкой, работающей на раскопках кладбищ. Ничем не отличающаяся от своих соплеменниц, спокойно принимающая устройство общины как должное, она так же как и все прожигает свою жизнь. Но что-то меняется в ней после знакомства с Пулом, что-то похожее на любовь, недопустимую в общине. Наивно-сентиментальная любовь Пула и Лулы предстает аллегорией беспомощной человечности и надежды, бессильной перед лицом Общины. Пул бросает работу экспериментального ботаника, милостиво предоставленную ему архинаместником, а также отрекается от возможности стать церковником, то есть властвующим лицом со многими полномочиями. Лула также бросает работу и вместе они пытаются бежать из общины к загадочным свободным племенам в поисках любви и счастья. Уходя, они натыкаются на могилу некого Уильяма Тэллиса (автора пьесы «Обезьяна и сущность»). Этим заканчивается сценарий пьесы и само произведение Хаксли.